# Municipio de Atenguillo
El municipio de Atenguillo es uno de los 125 municipios del estado de Jalisco, México. Su cabecera es la localidad de Atenguillo.

## Toponimia
La palabra Atenguillo viene de Atenquilitl, de origen indígena que significa "Lugar Rodeado de Agua".

## Historia
Primitivamente, la región era parte del reino de Xalisco, sus habitantes hablaban la lengua cuyateca, nombre tomado de un pueblo de su comprensión y que la divinidad que reverenciaban era representada por un gavilán atlaquiahuitl. Lo tenían por el dios de las lluvias, encomendándose a él para obtener buenas cosechas.
La conquista de este pueblo se originó en 1535 por Francisco Cortés de San Buenaventura; al repartir indios y encomiendas entre sus soldados, dio la encomienda de Tenamaxtlán mancomunadamente a Pedro Gómez y Martín Monje en tamaño y extensión que comprendía a Tenamaxtlán y 16 estancias, una de ellas era Atenguillo. Su cacique fue bautizado con el nombre de Juan, para 1539 éste se había declarado en rebelión con otros y el recién llegado gobernador de la Nueva Galicia, Francisco Vázquez de Bracamonte, lo combatió. Durante la rebelión de 1541 Martín Monje vigiló y custodió la región desde Tenamaxtlán. También acudió al auxilio de los españoles Pedro de Alvarado, que se desbarrancó derrotado por los indios y lo trasladaron en grave estado al pueblo de Atenguillo donde pernoctaron y al día siguiente lo trasladaron a Guadalajara, donde murió el 4 de julio de 1541.
Durante el siglo XVIII Atenguillo se ubica como "pueblo de visita" de la jurisdicción de la alcaldía de Huachinango. En 1825 la estadística de Jalisco publicada por Victoriano Roa escribe que en el 6.º cantón de Jalisco de Autlán de la Grana, en el segundo departamento, Mascota, Atenguillo se encuentra sujeto al ayuntamiento del Real de Guachinango. En 1885 se erigió en municipio de acuerdo con el decreto número 126 expedido por el gobernador del estado el 20 de marzo de 1885. El 31 de mayo de 1918 por decreto número 1899 se erige nuevamente en municipalidad, con la comisaría de Soyatlán, segregada del municipio de Tenamaxtlán.

## Descripción geográfica

### Ubicación
El municipio de Atenguillo se localiza en la región Costa-Sierra Occidental del estado de Jalisco. Sus municipios colindantes son Tomatlán, Atengo, Cuautla, Mascota, Mixtlán y Talpa de Allende.  Tiene una extensión territorial de 819.77 kilómetros cuadrados.
El municipio colinda al norte con los municipios de Mascota y Mixtlán; al este con los municipios de Mixtlán, Atengo y Cuautla; al sur con el municipio de Cuautla; al oeste con los municipios de Talpa de Allende y Mascota.

## Medio físico
El 52.5% del municipio tiene terrenos montañosos, lomerío en 30% y zona splanas con el 17%. El suelo predominante es el regosol (73.4%), son de poco desarrollo, claros y pobres en materia orgánica pareciéndose bastante a la roca que les da origen. También tenemos feozem y cambisol con el 12 y 9 por ciento. En cuanto a la cobertura del suelo tenemos que el bosque (77.8%) es el uso de suelo dominante en el municipio. El suelo predominante es el regosol (73.4%), son de poco desarrollo, claros y pobres en materia orgánica pareciéndose bastante a la roca que les da origen. Mientras que la roca predominante es la extrusiva ácida (70.9%) se trata de rocas ígneas de origen volcánico vertido a la superficie a través de fisuras o volcanes

### Hidrografía
lagos. El territorio está ubicado dentro de 4 acuíferos de los cuales el 0.0% no tienen disponibilidad y el 100.0% se encuentra con disponibilidad de agua subterránea. El territorio municipal está dentro de las cuencas Atenguillo, Río Mascota, Río San Nicolás A de las cuales el 100.0% tienen disponibilidad y el 0.0% presentan déficit de disponibilidad de agua superficial.
Sus recursos hidrológicos son proporcionados por los ríos y por los arroyos que conforman la subcuenca hidrológica río Atenguillo, perteneciente a la región Pacífico Centro. Los ríos más importantes son: Atenguillo y Las Cebollas; los arroyos: El Ahuilote, Cerro Alto, Carrizo, Los Laureles, El Tlacote y El salitre, además están las presas: Las Joyas y Los Huajes.

### Clima y precipitación
La mayor parte del municipio Atenguillo (74%) tiene clima semicálido semihúmedo. Mientras que del análisis de la precipitación media mensual histórica con registros hasta el 2021 del municipio Atenguillo tenemos que la precipitación acumulada promedio es de 1,144.2 mm; la media del mes de enero es de 30.5 mm, la mínima de 21.4 mm y la máxima de 82.2 mm; mientras que en julio la precipitación media es de 279.8 mm, la mínima de 230.5 mm y máxima de 501.9 mm.

## Temperatura
La temperatura media mensual conforme a los registros históricos hasta el 2021 del municipio, nos dice que la media anual promedio es de 18.5 grados centígrados (°C), la mínima y máxima promedio anual de 9.1 °C y 27.8 °C. La temperatura más fría se presentó en los meses de febrero y enero con 1.9 °C y 2.0 °C respectivamente y las más altas fueron de 34.7 °C y 33.6 °C de los meses mayo y abril correspondientemente.

## Sequía
A nivel municipal la sequía extrema es la que tiene una mayor distribución con un 36.1%, seguido por sequía moderada, severa y excepcional con el 21.8%, 21.3% y 14.4% respectivamente.

## Áreas naturales protegidas
Atenguillo alberga 1 área natural protegida con una superficie de 29,729.12 hectáreas (ha) lo que representa el 36.3% de todo el territorio municipal. El ANP lleva por nombre Cuenca Alimentadora del Distrito Nacional de Riego 043, Nayarit.

## Flora y fauna

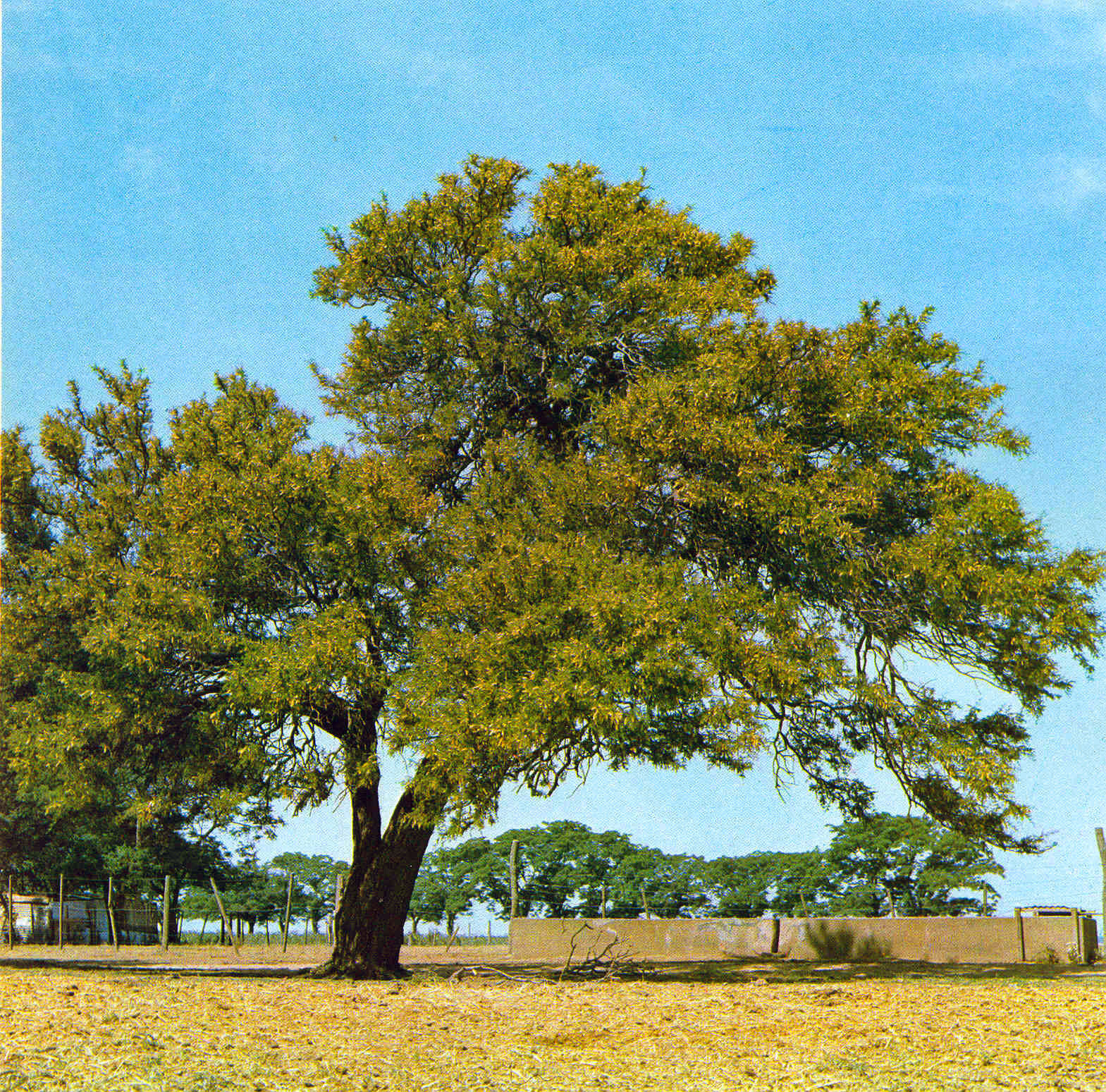
El mezquite forma parte del municipio.

La vegetación del municipio está compuesta principalmente de pino, oyamel, roble, cedro, encino, montenegro, mezquite, nopal, pitayo, huizaches, palo dulce y árboles frutales.
El coyote, el zorrillo, la ardilla, el conejo, el armadillo, algunos reptiles y diversas aves pueblan esta región. Chivos no tienen, la carne   escasea. 

## Economía y empleo
Conforme a la información del Directorio Estadístico Nacional de Unidades Económicas (DENUE) de INEGI, el municipio de Atenguillo cuenta con 187 unidades económicas al mes de mayo de 2024 y su distribución por sectores revela un predominio de establecimientos dedicados a Servicios, siendo estos el 51.34% del total en el municipio. 

### Empleos
Para junio de 2024 el IMSS reportó un total de 81 trabajadores asegurados, lo que representó para el municipio de Atenguillo una disminución anual de 8 trabajadores en comparación con el mismo mes de 2023, debido a la baja del registro de empleo formal de algunos de sus grupos económicos principalmente el de Industria y productos de madera y corcho; excepto muebles. En función de los registros del IMSS el grupo económico que más empleos presentó dentro del municipio de Atenguillo fue el de Industria y productos de madera y corcho; excepto muebles, ya que en junio de 2024 registró un total de 49 trabajadores concentrando el 60.49% del total de asegurados en el municipio. El segundo grupo económico con más trabajadores asegurados fue el de Compraventa de gases, combustibles y lubricantes, que para junio de 2024 registró 11 trabajadores asegurados que representan el 13.58% del total de trabajadores asegurados a dicha fecha. Mientras que en el tercer lugar tenemos a servicios financieros y de seguros (bancos, financieras, compañías de seguros, etc.) con el 8.6% de los asegurados totales. 

## Infraestructura
El municipio cuenta con 16 servicios públicos, de los cuales destacan 10 escuelas, seguido de 5 instalaciones deportivas o de recreación y 4 templos.

### Salud
De acuerdo con los registros de la secretaría de salud, en el municipio se encuentran 5 unidades de servicio de salud como lo son consultorios, hospitales generales y especializados, oficinas administrativas, farmacias, laboratorios, unidades de medicina familiar, de especialidades médicas y móviles. De las cuales 4 corresponden a la Secretaría de Salud (SSJ), 1 unidad de salud es del Instituto de Seguridad y Servicios Sociales para los Trabajadores del Estado (ISSSTE).

### Medios y vías de comunicación
Cuenta con fax, telégrafo, teléfono, y servicio de radiotelefonía. La transportación se efectúa a través de las carreteras Guadalajara-Barra de Navidad y Guadalajara-Ameca. Cuenta con una red de carreteras rurales que comunican las localidades. La transportación se realiza en autobuses públicos o vehículos de alquiler y particulares.

## Demografía y localidades
El municipio de Atenguillo pertenece a la Región Costa Sierra Occidental, según el Censo de Población y Vivienda 2020, su población en ese año era de 4,176 personas; de las cuales el 49.2 por ciento eran hombres y 50.8 por ciento mujeres. Comparando este volumen poblacional con el del año 2015, se observa que la población municipal aumentó un 7.1 por ciento en cinco años.

### Localidades
En 2020 Atenguillo contaba con 52 localidades, de éstas, 5 eran de dos viviendas y 18 de una. La localidad de Atenguillo era la más poblada, con 1,589 personas, que representaban el 38.1% de la población del municipio; le seguía Los Volcanes con el 24.3%, San Antonio de los Macedo con el 9.4%, Ahuacatepec con el 5.2% y Las Cebollas con el 3.9% del total municipal.

## Pobreza por carencia social
Para el año 2020, el 73.9% de la población carecio de acceso a seguridad social mientras que el 25.3% tuvo rezago educativo y siguiendo esta línea tenemos que el 16.3% carecio de acceso a servicios de salud. En menores proporciones tenemos al acceso a servicios básicos de la vivienda, calidad y espacios de la vivienda y acceso a la alimentación con 13, 5 y 11 por ciento respectivamente.

## Demografía y localidades
El municipio de Atenguillo pertenece a la Región Costa Sierra Occidental, según el Censo de Población y Vivienda 2020, su población en ese año era de 4,176 personas; de las cuales el 49.2 por ciento eran hombres y 50.8 por ciento mujeres. Comparando este volumen poblacional con el del año 2015 (3,899 habitantes), se observa que la población municipal aumentó un 7.1 por ciento en cinco años.

### Localidades
En 2020 Atenguillo contaba con 52 localidades, de éstas, 5 eran de dos viviendas y 18 de una. La localidad de Atenguillo era la más poblada, con 1,589 personas, que representaban el 38.1% de la población del municipio; le seguía Los Volcanes con el 24.3%, San Antonio de los Macedo con el 9.4%, Ahuacatepec con el 5.2% y Las Cebollas con el 3.9% del total municipal.
| Código INEGI      | Localidad         | Población (2020) |
| ----------------- | ----------------- | ---------------- |
| 140120001         | Atenguillo        | 1 589            |
| 140120074         | Los Volcanes      | 1 016            |
| Otras localidades | Otras localidades | 1 571            |
| Total municipal   | Total municipal   | 4 176            |

## Migración
El municipio de Atenguillo tiene un índice de intesidad migratoria de 58 puntos y su grado se establece como muy alto.

## Índice de desarrollo municipal
Atenguillo obtiene un desarrollo institucional Muy Bajo con un IDM-I de 41.8, que lo coloca en el sitio 124 del ordenamiento estatal.

## Promedio mensual de carpetas de investigación
Durante el periodo de junio 2023 a mayo de 2024, se abrieron un total de 58 carpetas de investigación con un promedio de 5 carpetas abiertas en dond ele delito más investigado es otros tipos de robos.

## Religión
El 96.86% profesa la religión católica; sin embargo, también hay creyentes de los testigos de Jehová, Adventistas del Séptimo Día, protestantes y otras doctrinas. El 1.01% de los habitantes ostentaron no practicar religión alguna.

## Cultura

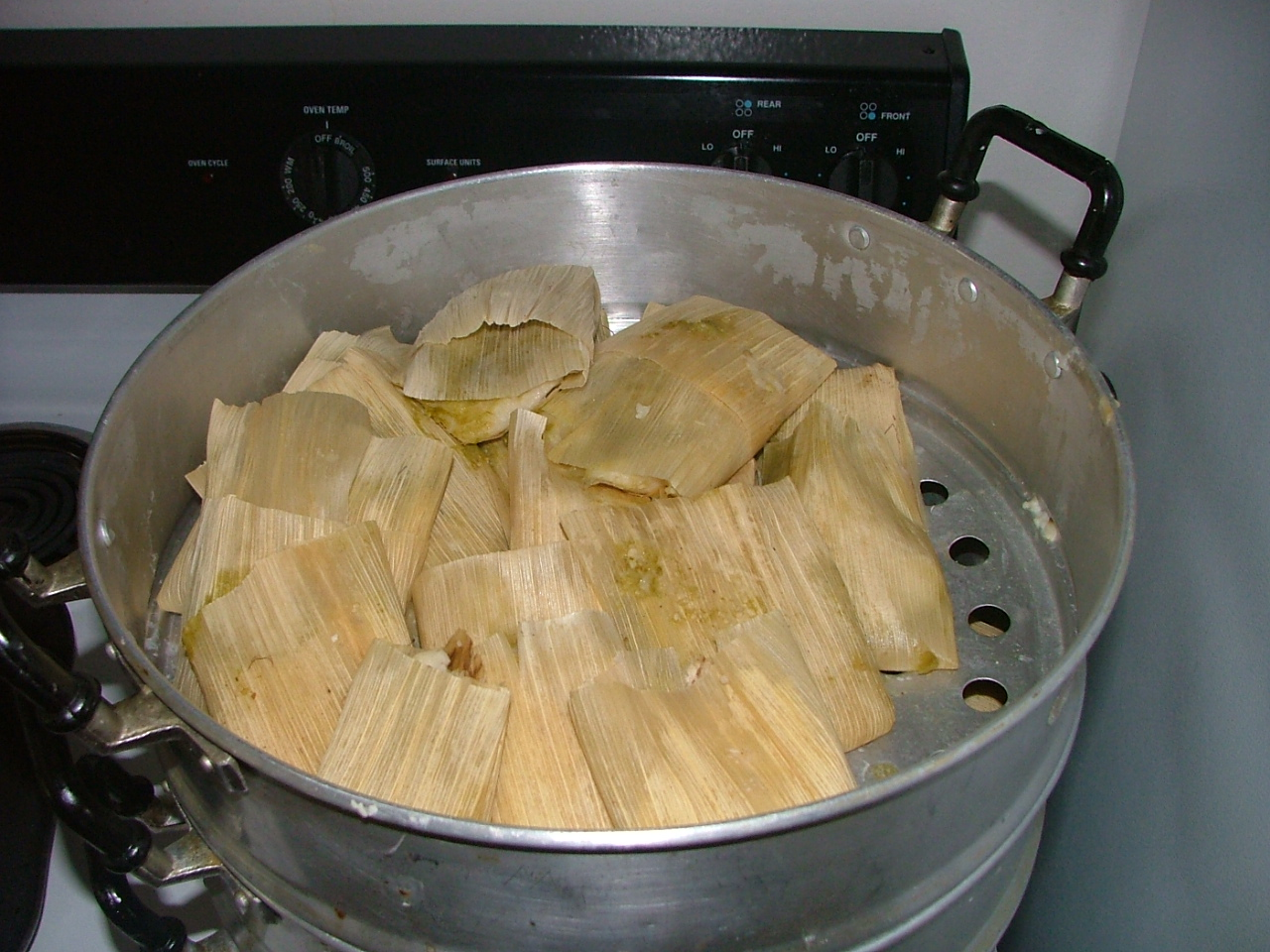
Tamales.

- Escultura: posee varias esculturas, las más importantes son la escultura de Cristo, realizada en 1888, está situada en el Santuario del Cristo del Señor de la Misericordia; y la escultura de San Miguel Arcángel.

- Pintura: óleo de Miguel Hidalgo y Costilla

- Gastronomía: destacan la birria, pozole, mole, tamales y enchiladas; de sus dulces, el rollo de guayaba; y de sus bebidas, el atole y tequila.

- Trajes típicos: traje de charro para el hombre y la china poblana para la mujer.

### Sitios de interés
- Santuario del Cristo del Señor de la Misericordia: en estilo neoclásico.
- Templo de San Miguel: data del siglo XIX.
- El kiosco de la plaza principal: data del siglo XIX.
- Las cascadas del Salitre y del Limón.
- Templo de San Simón.
- Montaña el Limón.

### Fiestas
- Fiesta de la Virgen de Guadalupe: del 8 al 12 de diciembre.
- Fiestas patrias: del 13 al 16 de septiembre.
- Fiesta a San Miguel Arcángel: del 21 al 29 de septiembre.
- Palenque de Gallos: mes de diciembre.
- Charreada de San Pablo: 28 de diciembre al 1 de enero.
- Fiesta a San Pablo: 25 de enero

## Gobierno
Su forma de gobierno es democrática y depende del gobierno estatal y federal; se realizan elecciones cada 3 años, en donde se elige al presidente municipal y su gabinete. El presidente municipal es Mayra Güitrón, militante de Movimiento Ciudadano, el cual fue elegido durante las elecciones democráticas celebradas el 2 de julio de 2015.
El municipio cuenta con 51 localidades, siendo las más importantes:Atenguillo (cabecera municipal), Los Volcanes, San Antonio de los Macedo, Las Cebollas y Ahuacatepec.